# 코넷 (서비스)
코넷(KORNET)은 1994년 6월 20일 시작된 상용 인터넷 서비스다. 개인 가입자를 대상으로 하는 다이얼업 방식의 서비스와 기업을 대상으로 하는 전용선 서비스로 나뉘어 제공되었으며, 미국의 상용인터넷서비스 회사인 스프린트(Sprint)와 계약하여 국제 인터넷을 사용할 수 있었다. 개인 가입자는 접속환경에 따라 최대 14.4Kbps, 전용선 가입자는 최대 2048Kbps 속도가 제공되었다.

## 같이 보기
- 보라넷
- 아이네트
- 하나망